# 伊藤奏子
伊藤 奏子（いとう かなこ、1970年 - ）は、岩手県宮古市出身のヴァイオリニストである。夫はチェリストのマーティン・ストーリー。

## 経歴

### 生い立ち
父はアマチュア・オーケストラのクラリネット奏者であり、5歳上の姉はピアノを習っていた。5歳からヴァイオリンを始め、宮古市内の小中学校に進学した。1984年、宮古市立第一中学校2年生の時、第38回全日本学生音楽コンクール東日本大会中学校の部で奨励賞を受賞した。1986年、桐朋女子高等学校音楽科に進学し、久保田良作、久保良治に師事した。

### 留学
1989年、高校卒業後、パリ国立音楽院に留学し、ミシェル・オークレールに師事する。その後、ボストンのニューイングランド音楽院アーティストディプロマコースに移り、引き続きオークレールに師事した。同音楽院では5年間学び、エリック・ローセンブリッス、ピンカス・ズッカーマン、ステファン・ゲオルギューのマスタークラスにも参加した。この間、1990年、ドイツ・ションタル国際コンクールで第1位を受賞、1991年、日米協会コンクールで入選し、1992年、ニュージーランドの第1回レクサス国際ヴァイオリン・コンクールで第2位、1993年、第49回ジュネーヴ国際音楽コンクールで第2位を受賞した。また、日本においても、1995年に宮古市民奨励賞を受賞、「音楽の友」誌の1996年度コンサート・ベスト・テンに選ばれた。

### カンザスシティー交響楽団へ
ニューイングランド音楽院卒業後、夫と結婚し、ロンドンへ渡った。2000年9月、ミズーリ州のカンザスシティ交響楽団のコンサートミストレスに就任した。

## レコーディング
- サンサーンス・ヴァイオリンソナタ集（ピアノ：フィリップ・モル、フォンテック、1996年）
- グリーグ・ヴァイオリンソナタ集（ピアノ：フィリップ・モル、フォンテック、1998年11月）